# 大坂橋
座標: 北緯34度41分28.2秒 東経135度31分17.6秒 / 北緯34.691167度 東経135.521556度

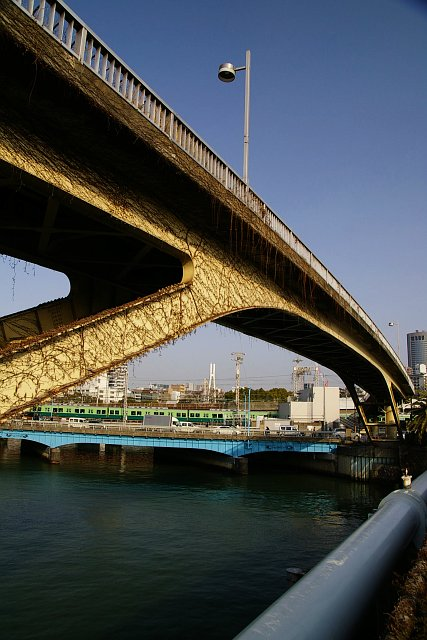
大坂橋

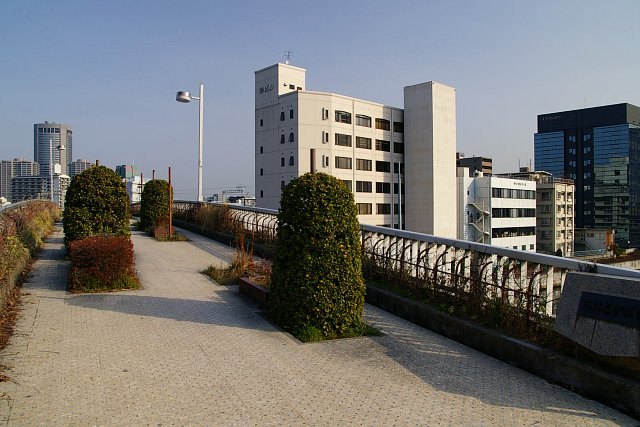
大坂橋の上路部

大坂橋（おおさかばし）は、大阪府大阪市中央区大阪城と都島区片町1丁目を結ぶ、大阪市道網島町線の自転車歩行者専用橋。
公儀橋だった京橋に併設して寝屋川に架けられている橋だが、大坂橋は京橋南詰で大阪市道赤川天王寺線（大阪市道網島町線重複区間）、寝屋川橋東詰（京橋北詰）で大阪府道168号石切大阪線（土佐堀通）をそれぞれ跨ぐ跨道橋でもある。
橋の南詰は大坂城筋鉄門跡にあたり、東側には大坂城（大阪城公園）が広がり、旧大阪砲兵工廠化学分析場に近接する。西側には2024年にダブルツリーbyヒルトン大阪城が竣工した。
橋の北詰はかつて鯰江川（埋立済）に架かる公儀橋だった備前島橋（撤去済）の南詰付近にあたり、大阪市道網島町線の地下道である備前島地下道に接続する。備前島地下道で京阪本線を潜ると毛馬桜之宮公園が広がり、大阪府道801号大阪吹田自転車道線の自転車歩行者専用橋である川崎橋に接続する。

## 歴史
- 1973年（昭和48年）架橋。

## 橋の名前の由来
1925年（大正14年）に東横堀川の浚渫が行われた際、末吉橋 - 九之助橋間において「大坂橋 天正十三年」（1585年）の銘が刻された擬宝珠（ぎぼし）が発見されたことに因んでいる。しかし、大坂橋に関する文献は見当たらず、擬宝珠も終戦の混乱で行方不明となり、当時の大坂橋がどこに架けられていたのかは不明である。

## 仕様
- 両端の下部工はラーメン式鉄筋コンクリート構造。中央部上部工は鋼製方杖ラーメン構造。
- 橋長215.91 m、幅2.25 - 4.5 m.
- 中央部の支間長は73 m.

## 周辺情報
- 大坂城（大阪城公園）
- 追手門学院大手前中学校・高等学校、追手門学院小学校
- ダブルツリーbyヒルトン大阪城、テレビ大阪本社
- 京橋（大阪市道赤川天王寺線・大阪市道網島町線） - 寝屋川に架かるひとつ上流側の橋。
- 寝屋川橋（土佐堀通） - 寝屋川に架かるひとつ下流側の橋。
- 毛馬桜之宮公園

## 交通アクセス
鉄道
- 京阪本線・Osaka Metro谷町線 天満橋駅下車、徒歩で約5分。

バス
- 大阪シティバス「京阪東口」バス停下車。